# Heteropoda davidbowie
Heteropoda davidbowie là một loài nhện trong họ Sparassidae. Chúng được Peter Jäger miêu tả năm 2008.